# Prunus rubiginosa
Espèce
Synonymes
- Pygeum elmerianum Koehne[2]
- Pygeum rubiginosum Elmer[2]

Statut de conservation UICN

 EN A1c : En danger
Prunus rubiginosa est une espèce de plantes à fleurs du genre Prunus de la famille des Rosaceae endémique des Philippines.